# Aspidothelium ornatum
Aspidothelium ornatum är en lavart som beskrevs av Lücking. Aspidothelium ornatum ingår i släktet Aspidothelium och familjen Aspidotheliaceae.   Inga underarter finns listade i Catalogue of Life.